# ديف درايدن
ديف درايدن هو لاعب هوكي الجليد كندي، ولد في 5 سبتمبر 1941 في هاميلتون في كندا.

## وصلات خارجية
- ديف درايدن على موقع دوري الهوكي الوطني (الإنجليزية)
- ديف درايدن على موقع EliteProspects.com (الإنجليزية)
- ديف درايدن على موقع HockeyDB.com (الإنجليزية)
- ديف درايدن على موقع Hockey-Reference.com (الإنجليزية)